# Truly Madly Deeply (chanson)
Pour les articles homonymes, voir Truly, Madly, Deeply (homonymie).
Singles de Savage Garden
To the Moon and Back
(1996) Break Me Shake Me (en)
(1997)
Truly Madly Deeply est une chanson du groupe pop rock australien Savage Garden sortie en single en mars 1997 comme troisième extrait de l'album Savage Garden (en). La chanson est reprise en 2006 par le groupe allemand Cascada.

## Single de Savage Garden
Le titre a atteint la 1re place de l'un des classements de l'ARIA Charts et du Billboard Hot 100.
Sorti après le single To the Moon and Back, le titre a été réutilisé pour la bande originale du film Music from Another Room (en) (1998).

## Reprise par Cascada
La chanson est reprise en 2006 par le groupe allemand Cascada pour son album Everytime We Touch.
Classement des ventes :
Singles de Cascada
How Do You Do
(2005) Wouldn’t It Be Good
(2006)
| Pays        | Meilleure position |
| ----------- | ------------------ |
| Allemagne   | 26                 |
| Australie   | 39                 |
| Autriche    | 22                 |
| Finlande    | 16                 |
| Irlande     | 3                  |
| Pays-Bas    | 29                 |
| Royaume-Uni | 4                  |
| Suède       | 11                 |